# Estadio Joaquim Dinis
Este artículo sobre un recinto deportivo es un esbozo. Puedes ayudar a Wikipedia expandiéndolo.
El Estadio Joaquim Dinis es un estadio de fútbol ubicado en, el Barrio Rocha Pinto, Luanda, Angola. Donde juega como local el Atlético Sport Aviação. El estadio, construido en 2003, tiene una capacidad para 10.000 personas.

El estadio también es conocido como Estadio 22 de Junio.  En febrero de 2012 se renovó el césped. 
En 2025 la Selección femenina de fútbol de Angola jugará sus encuentros en la etapa de Clasificación para la Copa Africana de Naciones Femenina 2026 frente a la  Selección femenina de fútbol de Zimbabue